# Richard Hammond
Richard Mark Hammond (născut la 19 decembrie 1969 la Birmingham) este un prezentator englez de televiziune, cunoscut din 2002 începând ca unul dintre prezentatorii Top Gear împreună cu James May și Jeremy Clarkson, și coprezentator al  al spectacolului anual MPH, care are loc în Earls Court și National Exhibition Centre din Birmingham, împreună cu Tiff Needell și Jeremy Clarkson. De asemenea scrie un articol în fiecare săptămână care poate fi citit în secțiunea auto a ziarului The Daily Mirror în fiecare vineri. Acum se află într-o perioadă de recuperare după o leziune la creier suferită în timpul filmărilor la Top Gear în Septembrie 2006.

## Biografie
Originar din regiunea West Midlands, s-a mutat la mijlocul anilor '80 cu familia sa (mama Eileen, tatăl Alan și frații Andrew și Nicholas) în orașul Ripon din Yorkshire unde tatăl său deținea o afacere în piață. A fost elev al școlii Ripon Grammar School și a școlii Solihull School, o școală cu taxă pentru băieți din West Midlands, din 1987 până în  1989 a urmat cursurile Harrogate College of Art and Technology și a fost prieten cu autorul și academicianul Jonathan Baldwin. După această perioadă a obținut licența în fotografie și televiziune.

### Cariera de radio și televiziune
La începutul carierei sale, înainte de a prezenta mai multe emisiuni din timpul zilei și la postul Men & Motors, Hammond a lucrat la mai multe radiouri, printre care Radio York, Radio Cumbria, Radio Leeds, și Radio Lancashire,.
A prezentat spectacolul canin Crufts în 2005, edițiile din  2004 și 2005 a Premiilor Parcărilor Britanice și a fost invitat la emisiunea School's Out, o emisiune la BBC One în care celebritățile răspund unor întrebări despre ceea ce au învățat la școală când erau mai tineri. A prezentat de asemenea The Gunpowder Plot: Exploding The Legend. Pe lângă emisiunea Top Gear, mai prezintă și Should I Worry About...?(Ar trebui sa îmi fac griji despre...?) de pe BBC One și Time Commanders la BBC Two, și de asemeane a prezentat primele patru serii din emisiunea Brainiac: Science Abuse(Brainiac: Abuz de știință) pe Sky One.  Este de asemena căpitan de echipă la emisiunea de pe BBC Two , Petrolheads.
În perioada 3 Ianuarie 2006 10 February, Hammond  a fost gazda emisiunii Richard Hammond's 5 O'Clock Show (Emisiunea de la 5 a lui Richard Hammond) prezentată împreună cu Mel Giedroyc.  Emisiunea prezenta o arie foarte mare de subiecte și era programată în fiecare zi din săptămână pe ITV1 de la 17:00 la 18:00.
În iulie 2005, Hammond a căștigat dubiosul premiu acordat în urma voturilor primite de revista heat la sondajul "cele mai ciudate accidente cu celebrități". Tot în 2005 a fost votat ca fiind unul dintre primele 10 talente TV britanice..

### Top Gear
Hammond a devenit prezentator al Top Gear în 2002, când emisiunea a fost relansată în formatul prezent. I se spune deseori "Hamsterul" de către fani și de către cei doi coprezentatori. Porecla aceasta a fost întărită când în două episoade din seria 7, Hammond a mâncat carton mimând comportamentul specific al unui hamster. O altă poveste susținută de prezentatorul Jeremy Clarkson, se referă la presupusa albire a dinților lui Hammond după ce a fost prins uitându-se pe site-uri specializate în albirea dinților în emisiunea sa Richard Hammond's 5 O'Clock Show. Hammond  a negat aceste presupuneri și i-a spus lui Clarkson: "Ai mei s-au albit în același fel în care ai tăi s-au înverzit". Această frază a fost auzită prima dată public la spectacolul MPH și a fost mai târziu repetată în emisiune.

### Brainiac: Abuz de știință
În 2003, Hammond a devenit vedeta emisiunii Brainiac: Science Abuse; a fost însoțit de Jon Tickle iar mai apoi de Charlotte Hudson din seria a doua. După a patra serie, s-a anunțat faptul că Richard Hammond nu va mai prezenta emisiunea datorită faptului că a semnat un acord de exclusivitate cu BBC.

## Viața personală
Hammond s-a căsătorit cu Amanda, cunoscută și ca Mindy   în 2002, și au împreună două fetițe, Willow și Isabella. Familia locuiește în Payford, aproape de Newent,Gloucestershire . De asemenea mai au trei cai, patru câini, două pisici, un iepure și câteva găini și oi.

### Mașini
Se știe faptul că este un fan Porsche, în special al Porsche 911. Porsche-ul său 911 cu volan pe partea stângă a apărut în Top Gear o dată. A declarat că un Dodge Charger original este mașina visurilor sale, în principal pentru că "este mașina condusă de băieții răi...Este un James Dean al mașinilor: era grozav, dar spre deosebire de Ford Mustang, a murit tânăr, și astfel a ajuns să fie grozavă."  Hammond mai deține două Land Rover, o motocicletă Suzuki GSX-R1000, o motocicletă BMW 1150 GS, un al doilea Porsche 911,  un Porsche 928 , un Morgan V6 Roadster, un Ford Mustang din 1968 și mai multe kit cars.

## Accidentul din septembrie 2006
La aproximativ 5:45 PM ora Marii Britanii, în data de 20 septembrie, 2006, Hammond a fost rănit grav într-un accident de mașină în timp ce filma pentru emisiunea Top Gear pe fostul aeroport al RAF de la Elvington, în apropiere de York. El conducea o mașină cu motor cu reacție, Vampire, care este teoretic capabilă să atingă viteze de 595 km/h.
Conform unor surse, el nu încerca să depășească recordul Marii Britanii de viteză la sol, cu toate că această declarație este în contradicție cu declarațiile proprietarei Event Fire Services care a fost angajată să asigure protecția în cadrul evenimentului. Se spune ca el conducea cu o viteză de aproape 450 km/h la momentul accidentului. A fost dus la secția de neurologie a spitalului din Leeds.
Sky News și BBC News au publicat că el conducea o mașină Vampire cu un motor cu reacție Rolls Royce Bristol-Siddeley Orpheus, una din perechea de mașini construite de fostul pilot, Keiran Westman; aceeași mașină deține actualul record de viteză al Marii Britanii la sol de 480.48 km/h. Primetime Land Speed Engineering au negat faptul că Hammond încerca să bată recordul de viteză la sol, cu toate că telemetria arată că într-una dintre încercări a atins 480 km/h.
După spusele martorilor, Hammond filma o ultimă încercare pentru emisiune, „când un pneu a cedat mașina a ieșit de pe pistă și s-a rostogolit de mai multe ori înainte de a se opri la vreo 90 de metri de noi”. Când au ajuns medicii, mașina era răsturnată și „înfiptă” în iarbă. Medicii i-au luat pulsul lui Hammond, care era inconștient dar respira înainte ca mașina sa fie întoarsă. Hammond a fost descarcerat și i s-a pus un guler pentru a i se proteja coloana și l-au pus pe o targă înainte de venirea ambulanței aeriene: „Începuse să își revină la acel moment și spunea că are dureri la spate.”
ITV News spune că Hammond depășise deja recordul de viteză și făcea o ultimă tură pentru a filma secvențe suplimentare pentru emisiune. Familia lui Hammond este cu el la spital, împreună cu reprezentanți ai Top Gear care erau prezenți când accidentul a avut loc și de asemenea coprezentatorii James May și Jeremy Clarkson. Jeremy Clarkson este citat de BBC: „Și eu și James așteptăm să ne luăm «hamsterul» înapoi”.
Dave Ogden din partea firmei Event Fire Services, prezent la locul accidentului spunea pentru Sky News în seara accidentului: „Tocmai era în ultima tură a zilei - nu prea știu ce s-a întâmplat - dar un pneu s-a dezintegrat apoi am văzut fum și mașina a luat-o spre dreapta în iarbă și s-a răsturnat de câteva ori până ce s-a oprit la câteva zeci de metri de noi.”

### Tratament și recuparare
BBC relatează că a fost dus cu elicopterul de la locul accidentului și că iși pierdea deseori cunoștința. Poliția din North Yorkshire a declarat că a „primit un anunț din partea serviciului de pompieri despre un accident al unui bărbat care conducea o mașină cu motor cu reacție pe aeroport.”
Doctorul care l-a tratat pe Hammond a anunțat pe 21 septembrie că are „leziuni majore la nivelul creierului” dar că este optimist în ceea ce privește recuperarea.
Hammond a fost vizitat de mai multe ori la spital de Jeremy Clarkson și a făcut conversație cu acesta. A și zâmbit după ce Clarkson a glumit despre motivul producerii accidentului spunând că este „un șofer de cacao”. A devenit clar și faptul că James May trebuia să conducă mașina. May a spus mai târziu că un program al filmărilor făcut cu săptămâni înainte de filmare a trebui schimbat datorită programului său. După ce l-a vizitat pe Hammond la spital, May a spus: „Am fost bucuros să îl văd chiar dacă bombănește, pare să fi rămas același rahat mic și iritant pe care îl cunosc și îl iubesc. Chiar dacă nu poate să spună mare lucru, parcă nu e mai puțin rațional ca atunci când poate vorbi normal... Acum că l-am văzut cred ca Richard își va reveni și, atunci când va fi din nou pe picioare abia aștept să merg cu el la un pub.”
Starea lui Hammond s-a îmbunătățit de la „gravă dar stabilă” la „stabilă” în dimineața zilei de 22 septembrie, când a fost mutat din secția de terapie intensivă. În aceeași zi, ITV News publica că Hammond este conștient și că vorbea cu prieteni și cu familia. În aceeași zi, după spusele lui Clarkson, Hammond a făcut primii pași după numai 30 de ore de la accident și a fost mutat la secția generală pe data de 23 septembrie.
Pe 26 septembrie și 27 septembrie Hammond se pare că își revenise într-atât cât să fie mutat la un spital mai apropiat de casa sa din Gloucestershire.  Pe 28 septembrie a fost dus cu elicopterul de la Spitalul din Leeds la spitalul BUPA din Clifton, Bristol, pentru a fi mai aproape de casă. Neurologul care s-a ocupat de caz a declarat că va avea nevoie de 6 luni până să își revină complet.
S-a spus că Hammond voia ca noua serie Top Gear să înceapă în octombrie și că vrea ca secvențele cu accidentul său să fie prezentate la televiziune.
După accidentul lui Hammond, au apărut zvonuri care spuneau că Top Gear avea să fie oprită, dar acestea au fost negate de BBC, atunci când au anunțat pe 6 octombrie că Top Gear este încă în perioada de producție a noii serii, cu toate că aceasta va apărea la televizor atunci când Hammond va fi complet refăcut și va fi capabil să participe la filmări. BBC a anunțat în aceeași zi că va produce un film care să prezinte secvențele filmate în acea zi.
Un apel de sprijin pentru serviciul de ambulanță aeriană din Yorkshire (Yorkshire Air Ambulance) a fost lansat la scurt timp după accident. Inițial fondurile urmau să fie folosite în desfășurarea activității zilnice a elicopterului. Cu toate acestea, pe 24 septembrie, datorită generozității publicului, directorul executiv al serviciului de ambulanță a anunțat că banii vor fi folosiți la cumpărarea unui al doilea elicopter.

## Realizări

### Emisiuni TV
- The Grand Tour (2017- Prezent)
- Top Gear (2002-2006)
- Brainiac: Science Abuse (2003-2006) (Brainiac:Abuz de știință)
- Time Commanders (2003) (Comandanții timpului)
- Crufts (2004)
- Should I Worry About...? (2004,2005) (Ar trebui să îmi fac griji despre...)
- The Gunpowder Plot: Exploding The Legend (2005)
- Inside Britains Fattest Man (2005) (În cel mai gras britanic)
- Richard Hammond's 5 O'Clock Show (2006) (Emisiunea de la 5 a lui Richard Hammond)
- Petrolheads (2006) (Petroliști)
- School's Out (Gata cu școala) (în calitate de concurent, 2006)
- Richard Hammond's Would you believe it? (2006)(Îți vine să crezi? cu Richard Hammond)
- Richard Hammond and The Holy Grail (2006) (Richard HAmmond și Sfântul Graal)
- Battle of the Geeks (Bătălia tocilarilor) (2006)
- Richard Hammond's Big! (2020 - Prezent)